# El Chamizal, Tezontepec de Aldama
El Chamizal är en ort i Mexiko.   Den ligger i kommunen Tezontepec de Aldama och delstaten Hidalgo, i den sydöstra delen av landet, 80 km norr om huvudstaden Mexico City. El Chamizal ligger 2 028 meter över havet och antalet invånare är 337.
Terrängen runt El Chamizal är platt åt sydost, men åt nordväst är den kuperad. Runt El Chamizal är det ganska tätbefolkat, med 214 invånare per kvadratkilometer. Närmaste större samhälle är Tula de Allende, 12,6 km söder om El Chamizal. Trakten runt El Chamizal består till största delen av jordbruksmark.